# Alter Schee
Alter Schee ist eine Ortschaft im Ortsteil Schee im Sprockhöveler Stadtteil Gennebreck in Nordrhein-Westfalen.

## Lage und Beschreibung
Die Ortschaft liegt am östlichen Rand der Herzkamper Mulde, eines der frühesten und das südlichste Steinkohleabbaugebiet des Ruhrgebiets. Südlich von Alter Schee erstreckt sich der Höhenzug Haßlinghauser Rücken, auf dem die Stadtgrenze zu Wuppertal verläuft und der zugleich die Wasserscheide zwischen den Flusssystemen der Ruhr und der Wupper ist.
Der Name Schee ist eine Ableitung von Scheid, weist also als Toponym auf die benachbarte Wasserscheide hin. Erst in der zweiten Hälfte des 20. Jahrhunderts wurde dem Namen Schee der Zusatz Alt-Schee zugewiesen, der sich innerhalb weniger Jahre zu Alter Schee änderte. Alter Schee ist dabei die Bezeichnung der Ursprungssiedlung, während einige wenige neuere Häuser nahe dem weiter nördlich gelegenen Bahnhof Schee heute auch dem Sprockhöveler Ortsteil Schee zugeordnet sind.

## Geschichte
Der Ort entstand aus einem Hofgut Auf dem Schee, das seit 1130 als Scethe urkundlich bekannt ist. Es unterstand bis 1390 dem Oberhof Schöpplenberg bei Breckerfeld und war somit ein Besitztum des Propstes des Klosters Werden. Das Hofgut war mit umliegenden Höfen anteiliger Besitzer des genossenschaftlich genutzten  Waldgebiets Schee'er Mark, das über die Wasserscheide bis in das heutige Wuppertal reichte. Das Hofgut bewirtschaftete im Mittelalter eine Fläche von 75 Hektar (ohne den Wald).
1390 ging das Hofgut in den Grundbesitz des Abtes des Klosters Werden über, der es vom nahen Sattel- und Oberhof Einern verwaltete. Im Spätmittelalter herrschten die Grafen von der Mark, die schon zuvor das klösterliche Vogteiamt besaßen, über Schee und die umliegenden Höfe. Schee wurde dem Amt Wetter zugeteilt und lag seit 1245 an der Grenze zum Herzogtum Berg. Kirchenrechtlich befand es sich im Kirchspiel Schwelm.
1522 wurde das Hofgut aufgeteilt und drei Höfe bildeten die Hofgruppe Obersten Scheid, Mittelsten Scheid und Untersten Scheid.

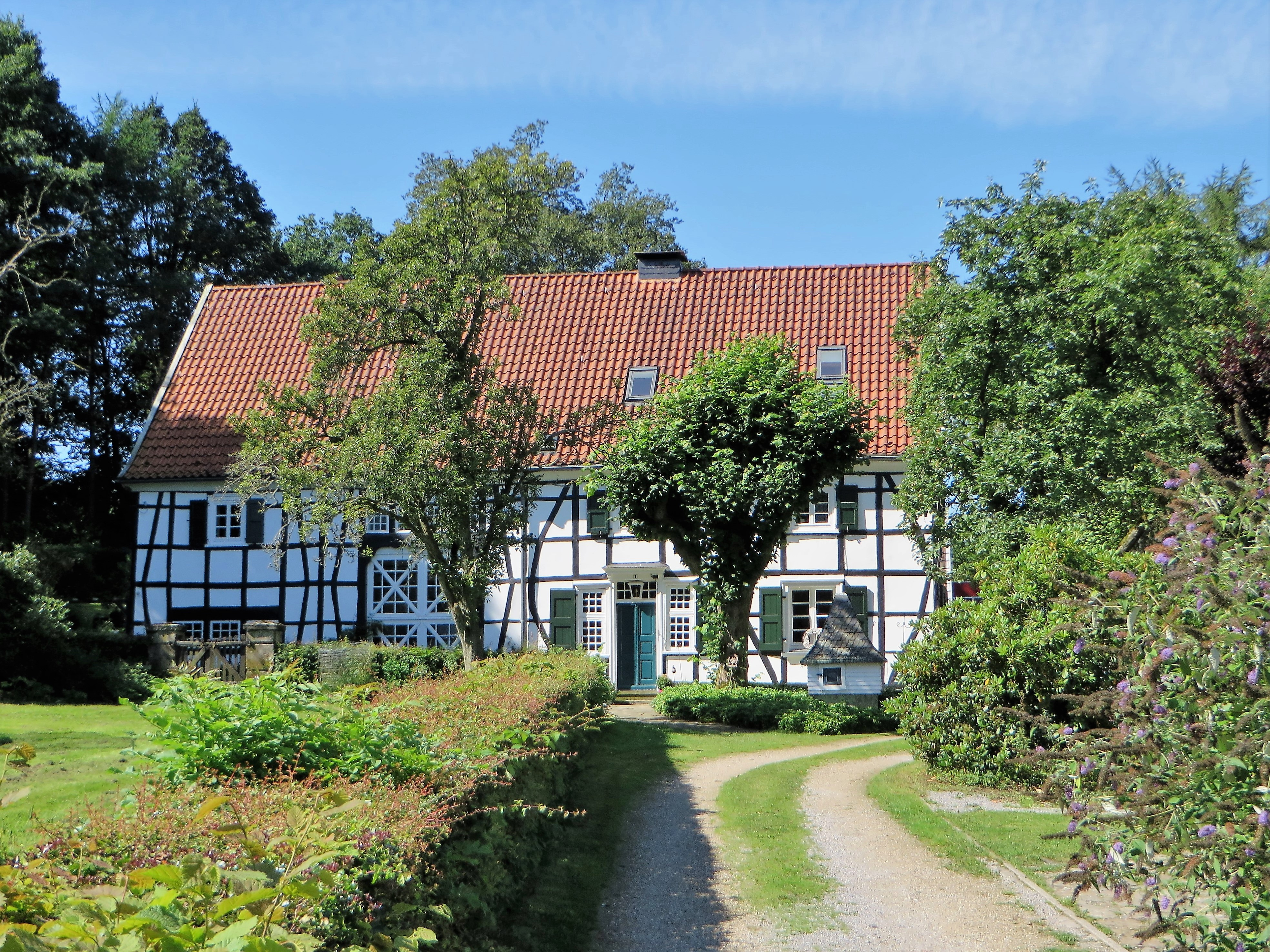
Ehemaliger Hof „Mittelste Schee“

Seit dem 15. Jahrhundert sind die ersten Kohlenbergwerke in Schee belegt. Die Bauern gruben zunächst zum Eigenbedarf, später im Nebenerwerb nach Steinkohle. Die tiefsten Flöze traten hier an die Oberfläche und konnten so leicht abgebaut werden. Mit der industriellen Förderung der Kohle im Ruhrgebiet ab dem 18. Jahrhundert trat Schee aufgrund seiner Grenzlage zwischen Berg und Mark in erster Linie als Zollstation an einem der vielen Kohlenwege in das Wuppertal in Erscheinung. Das Recht auf konzessionslosen privaten Abbau von Steinkohle endete aber 1609 mit dem Übergang der Grafschaft Mark an das Kurfürstentum Brandenburg. Dennoch sind noch 1811 zwölf Schürfstellen belegt.
Schee gehörte bis 1807 der Gennebrecker Bauerschaft innerhalb des Hochgerichts und der Rezeptur Schwelm des Amts Wetter in der Grafschaft Mark an. Von 1807 bis 1814 war Alter Schee aufgrund der napoleonischen Kommunalreformen im Großherzogtum Berg Teil der Landgemeinde Gennebreck innerhalb der neu gegründeten Mairie Hasslinghausen im Arrondissement Hagen, die nach dem Zusammenbruch der napoleonischen Administration nun der Bürgermeisterei Haßlinghausen (ab 1844 Amt Haßlinghausen) im Landkreis Hagen (ab 1897 Kreis Schwelm, ab 1929 Ennepe-Ruhr-Kreis) angehörte.
Der Ort erscheint auf der Niemeyersche Karte, Ausgabe Spezialkarte des Bergwerkdistrikts des Distrikts Blankenstein, von 1788/89 als Ansammlung von acht Gebäuden. Er ist auf der Preußischen Uraufnahme von 1840 und auf den Messtischblättern der TK25 ab der Preußischen Neuaufnahme 1892 bis zur Ausgabe 1960 als Schee verzeichnet, danach als Alter Schee.
1818 und 1822 lebten 34 Menschen im als 9 Kothen kategorisierten Ort. Die Gemeinde- und Gutbezirksstatistik der Provinz Westfalen führt 1871 den Ort als Colonie mit 18 Wohnhäusern und 178 Einwohnern auf, wobei vermutlich aufgrund der im Vergleich zu späteren Registern hohen Zahl an Gebäuden und Einwohnern benachbarte Wohnplätze mit hinzugezählt wurden. Das Gemeindelexikon für die Provinz Westfalen gibt 1885 dann auch für Schee eine Zahl von 85 Einwohnern an, die in 14 Wohnhäusern lebten.
1884 wurde die Bahnstrecke Wuppertal-Wichlinghausen–Hattingen als Kohlenbahn erbaut und der Ort erhielt außerhalb des Ortskerns einen Bahnhof. Um den südlichen Höhenzug zu überwinden, wurde dazu der doppelröhrige, 721 Meter lange Scheetunnel gebaut, dessen Nordportal sich wenige hundert Meter südlich des Ortes befindet. 1887 wurde mit dem Bau der Bahnstrecke Schee–Silschede begonnen, die bei Schee von der ersten Bahnstrecke abzweigte. 
1895 besitzt der Ort zwölf Wohnhäuser mit 88 Einwohnern, 1905 zählt der Ort 14 Wohnhäuser und 82 Einwohner.
Mit dem Schacht Hövel der Zeche Herzkamper Mulde, die einen eigenen Gleisanschluss besaß, wurde 1905 die letzte der Großzechen stillgelegt. Am 1. Januar 1970 wurde das Amt Haßlingenhausen aufgelöst und die amtsangehörige Landgemeinde Gennebreck mit Herzkamp in die Stadt Sprockhövel eingemeindet.
1992 wurden sämtliche Bahnanlagen demontiert. Heute verläuft auf den ehemaligen Bahnstrecken von Schee in Richtung Hattingen und Haßlinghausen der Von-Ruhr-zur-Ruhr-Radweg. Seit Dezember 2014 verbindet ihn die westliche Röhre des Scheetunnels als kombinierter Rad- und Wanderweg mit der Wuppertaler Nordbahntrasse.